# Lukrez

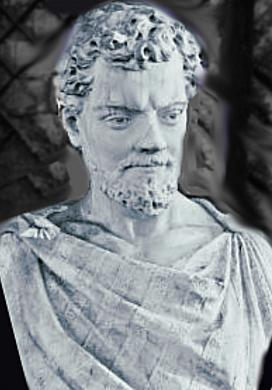
Lukrez in einer Phantasiedarstellung aus dem 19. Jahrhundert

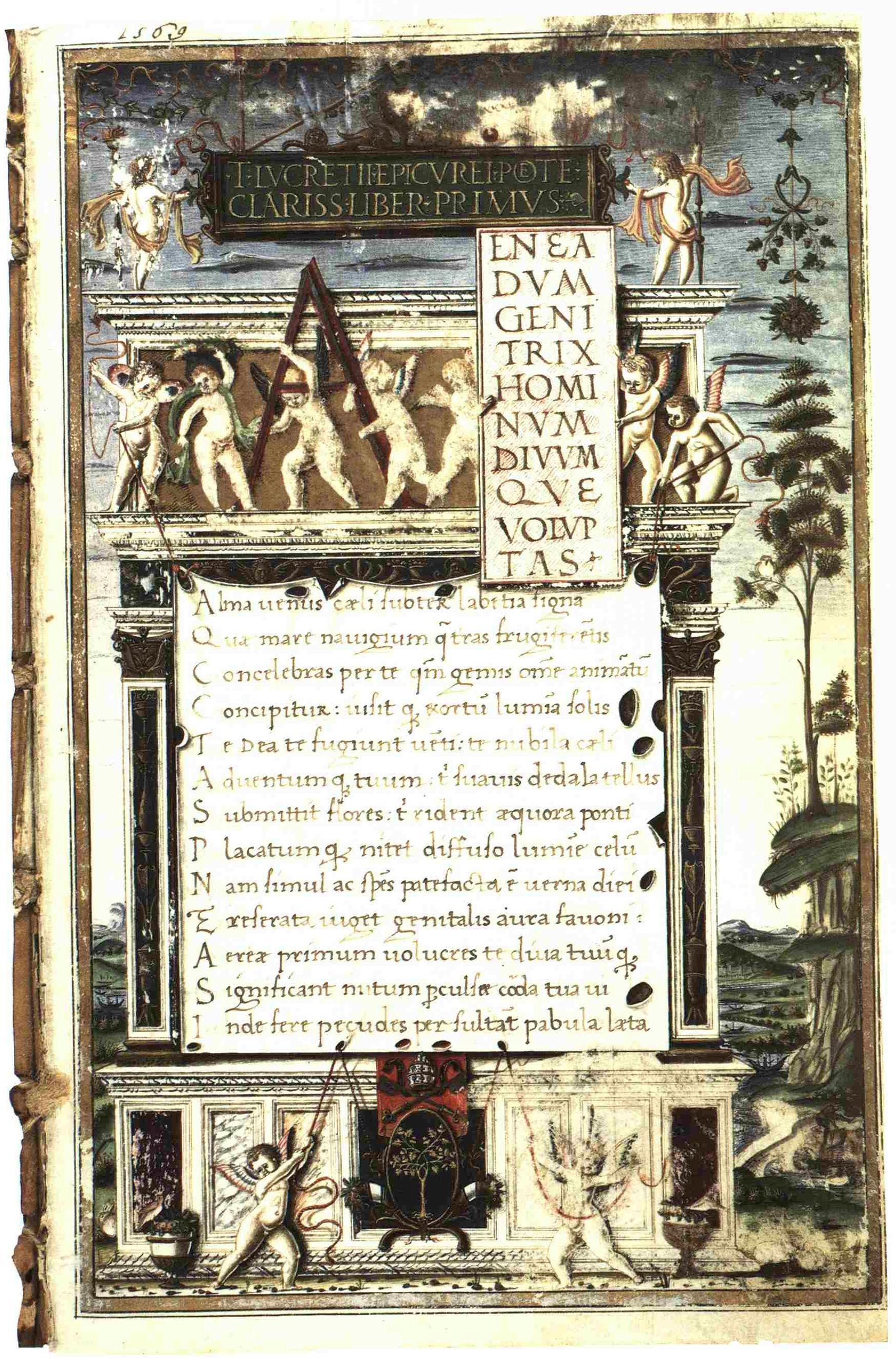
Der Anfang des Gedichts De rerum natura in der für Papst Sixtus IV. im Jahr 1483 geschriebenen Handschrift Città del Vaticano, Biblioteca Apostolica Vaticana, Vat. lat. 1569, fol. 1r

Titus Lucretius Carus (deutsch Lukrez; * vermutlich zwischen 99 und 94 v. Chr.; † vermutlich um 55 oder 53 v. Chr.) war ein römischer Dichter und Philosoph in der Tradition des Epikureismus.
Sein wahrscheinlich unvollendetes Werk De rerum natura (Über die Natur der Dinge) ist eine der Hauptquellen zur Philosophie Epikurs, die ansonsten nur in Fragmenten überliefert ist.

## Leben
Über das Leben des Lukrez ist so gut wie nichts bekannt. Die spärlichen Angaben stammen großteils aus späten Quellen und sind widersprüchlich und zum Teil wenig glaubwürdig. Lukrez’ Herkunft und soziale Stellung sind nicht gesichert; Vermutungen, die von seinem Cognomen Carus auf eine niedrige Herkunft schließen, sind ebenso wenig zu belegen wie die Annahme, Lukrez habe der Nobilität angehört. Zumindest deutet sein Werk darauf hin, dass er über eine hohe Bildung verfügte.
Lukrez’ Lebensdaten müssen erschlossen werden: Hieronymus erwähnt in seiner Chronik dessen Geburt; jedoch überliefern die erhaltenen mittelalterlichen Handschriften dieses Ereignis teils für das Jahr 96, teils für 94 oder 93. Auch sein Todesjahr ist ungewiss. Nach Hieronymus starb Lukrez mit vierundvierzig Jahren, womit die Jahre 53/52, 51/50 und 50/49 in Betracht kommen. Allerdings überliefert der spätantike Grammatiker Aelius Donatus, dass Lukrez am selben Tag verstorben sei, an dem Vergil mit siebzehn Jahren die Männertoga (toga virilis) angelegt habe, nämlich am 15. Oktober 53. Diese vermutlich auf Suetons nur fragmentarisch erhaltenes Werk De viris illustribus zurückgehende Angabe ist fragwürdig; zudem datiert Donatus Vergils siebzehnten Geburtstag falsch, indem er die beiden Konsuln des Jahres 55 nennt. Die einzige sichere und zugleich früheste Angabe bietet ein Brief Ciceros an seinen Bruder Quintus vom 10. oder 11. Februar 54. Darin meint er, Lukrez’ Werk enthalte zahlreiche geniale Glanzstücke und sei mit großer Kunstfertigkeit verfasst. Wahrscheinlich handelt es sich dabei um eine Äußerung nach dem Tod des Lukrez. Man nimmt daher an, dass Lukrez zwischen 99 und 94 geboren wurde und Mitte der fünfziger Jahre, vielleicht 55 oder 53, verstarb.
Hieronymus überliefert zudem die legendenhafte Geschichte, dass Lukrez nach der Einnahme eines Liebestranks wahnsinnig geworden sei und schließlich Selbstmord begangen habe. In lichten Momenten (per intervalla insaniae) habe er sein Lehrgedicht verfasst. Dieser Bericht, der vermutlich auf einer im 4. Jahrhundert entstandenen Legende fußt, wurde in der Forschung sehr unterschiedlich beurteilt. Manche Gelehrte hielten die Nachricht von Lukrez’ Geisteskrankheit für glaubhaft und meinten, diese Hypothese durch Passagen seines Werkes stützen und daraus auf die Persönlichkeit des Dichters schließen oder umgekehrt Ungereimtheiten und Brüche im Werk vor dem Hintergrund seiner angeblichen geistigen Verwirrung erklären zu können.
Die neuere Forschung steht diesem ausschließlich bei Hieronymus überlieferten Zeugnis kritisch gegenüber. Teils wird vermutet, dass sich die Stelle ursprünglich auf Lucullus bezogen habe, der am Ende seines Lebens geistig verwirrt gewesen sein soll; in der Textüberlieferung seien die beiden Namen verwechselt worden. Teils sieht man in der Stelle einen Widerhall eines Gedichts von Statius, der Lukrez Leidenschaftlichkeit (furor arduus) zuschreibt. Andere Forscher beziehen die Passage auf eine polemische Äußerung des Kirchenschriftstellers Lactantius; darin wendet er sich gegen die Lehre Epikurs, auf der all das beruhe, was Lukrez „zusammenspinnt“ (delirat). Außerdem nimmt man an, dass sich die Erzählung vom Liebestrank aus dem Schlussteil des vierten Buchs von De rerum natura herleitet; darin spottet Lukrez über die Liebe und die Verrücktheiten des Verliebten. Die Mehrheit der modernen Forschung hält Lukrez’ angeblichen Wahnsinn daher für eine christliche Legende, die bewusst in Umlauf gebracht wurde und ihn in Verruf bringen sollte.
Außerdem behauptet Hieronymus, Cicero habe später Lukrez’ Schrift herausgegeben (emendavit). In der Forschung ist diese Nachricht äußerst umstritten. Ciceros Herausgebertätigkeit wird prinzipiell für möglich, jedoch nicht nachweisbar gehalten; auch bleibt unklar, in welcher Form Cicero den Text herausgegeben haben soll und ob er in den Text verbessernd eingriff. Jedenfalls wird Lukrez in Ciceros philosophischen Schriften nie erwähnt oder benutzt, zumal Cicero dem Epikureismus negativ gegenüberstand. Jedoch lässt sich diese Frage aufgrund der Quellensituation nicht abschließend beantworten.

## Werk
Lukrez hat sein Werk möglicherweise nicht vollendet. Dies lässt vor allem De rerum natura 5,155 vermuten: Lukrez kündigt hier eine lange Abhandlung (largus sermo) über das Wesen der Götter an, die aber nicht zur Ausführung gelangt. Entweder ist Lukrez nicht mehr dazu gekommen, diese Abhandlung zu verfassen, oder er hat diese Absicht fallen gelassen und ist verstorben, bevor er den Vers tilgen konnte (die Mehrheit der Forscher neigt der zweiten Möglichkeit zu) oder das Werk ist unvollständig überliefert.
De rerum natura besteht aus sechs Büchern mit knapp über 7400 Versen.  Deutlich abgegrenzt sind jeweils die Einleitungen („Prooemien“) und die Schlusspartien („Finalia“) der einzelnen Bücher. Festzustellen ist auch, dass sich die Bücher 1 und 2, 3 und 4 sowie 5 und 6 jeweils paarweise zu thematischen Einheiten zusammenfassen lassen. Die Bücher 1 und 2 behandeln die Grundlagen der epikureischen Naturphilosophie (Aufbau der Welt aus Atomen, Bewegung der Atome, Unendliche Vielzahl von Welten, Vergänglichkeit der Welt), die ihrerseits teilweise auf der Naturphilosophie Demokrits beruht. Die Bücher 3 und 4 wenden sich der Physiologie und Psychologie des Menschen zu. Buch 3 behandelt ausführlich die Sterblichkeit der Seele, für die Lukrez 28 Beweise präsentiert. Buch 4 befasst sich mit der Sinneswahrnehmung und im Finale auch mit Sexualität und Liebe. Um nicht dem Liebeskummer zu verfallen, empfiehlt Lukrez seinen Lesern dort den Bordellbesuch. Die Bücher 5 und 6 sind naturwissenschaftlichen Phänomenen gewidmet, wozu für Lukrez (im Finale des fünften Buches) auch die Kulturgeschichte gehört. Das Werk endet mit einer Beschreibung der Pest von Athen in den Jahren 430 bis 428. Die Ethik, die nach Epikur wichtigste philosophische Disziplin, wird zwar nicht eigens behandelt. Freilich finden sich immer wieder einzelne Bemerkungen über den Text verstreut (besonders in Prooemium zu Buch 2), die den Leser einladen, über seine Lebensführung nachzudenken und diese gegebenenfalls zu ändern.

## Philosophie

De rerum natura, Ausgabe von Dionysius Lambinus, 1570

Lukrez war ein Vertreter der Atomistik. Er berief sich vor allem auf die Lehre von Epikur. Sein Lehrer war wahrscheinlich Philodemos.
Lukrez war überzeugt, dass die Seele sterblich sei (wofür er 28 „Beweise“ vorbrachte) und dass es den Göttern nicht möglich sei, sich in das Leben der Menschen einzumischen. Seine Philosophie sollte dem Menschen Gemütsruhe und Gelassenheit geben und ihm die Furcht vor dem Tode und den Göttern nehmen. Lukrez nimmt, im Gegensatz zu Epikur, Anteil an den gesellschaftlichen Ereignissen seiner Zeit, verurteilt den sittlichen Verfall des Adels und klagt den Krieg und seine Schrecken an.

## Rezeption

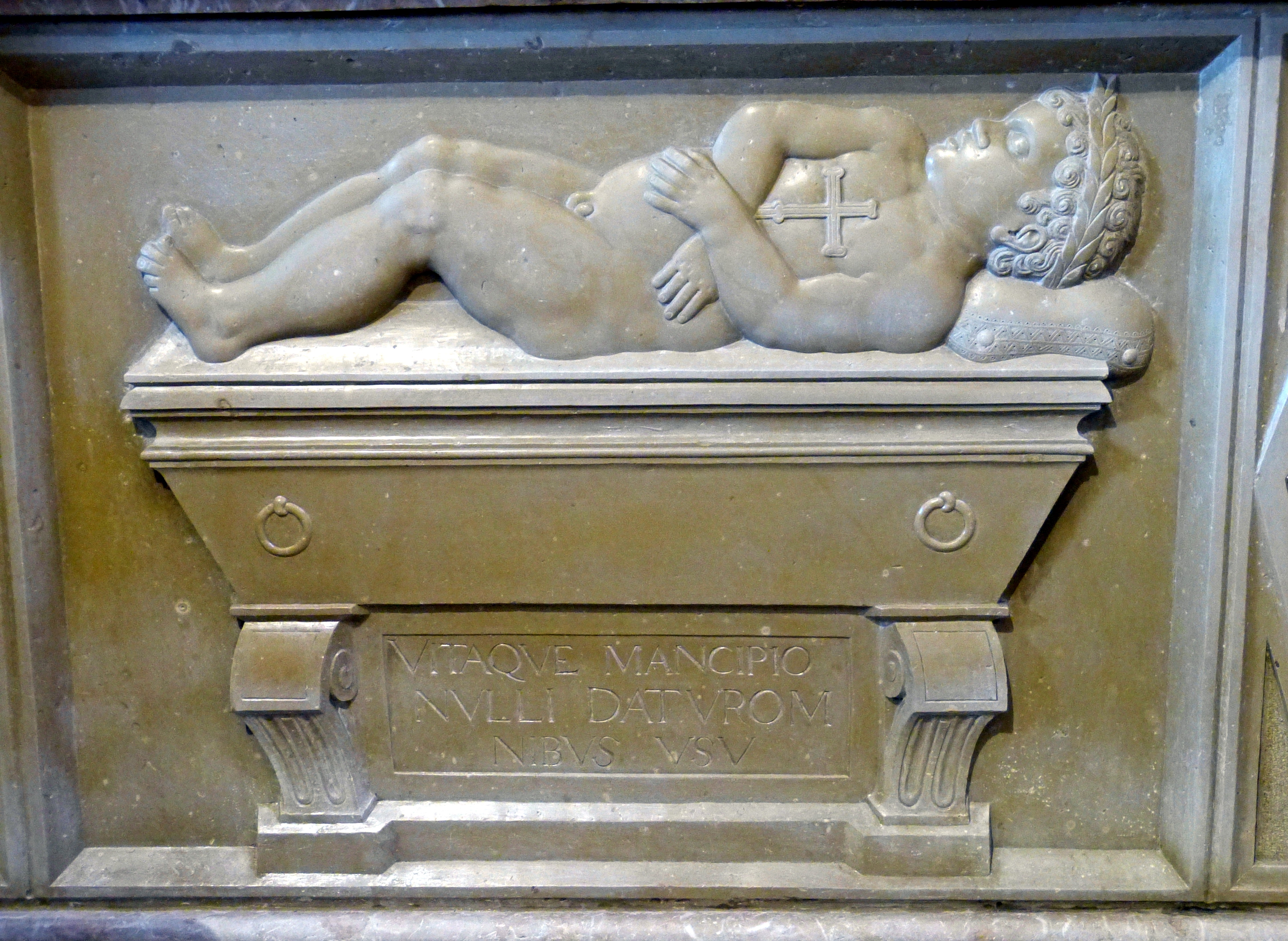
Grabrelief (1571) mit Lukrez-Zitat: Vitaque mancipio nulli datur, omnibus usu. Burg Reichenstein (Österreich)

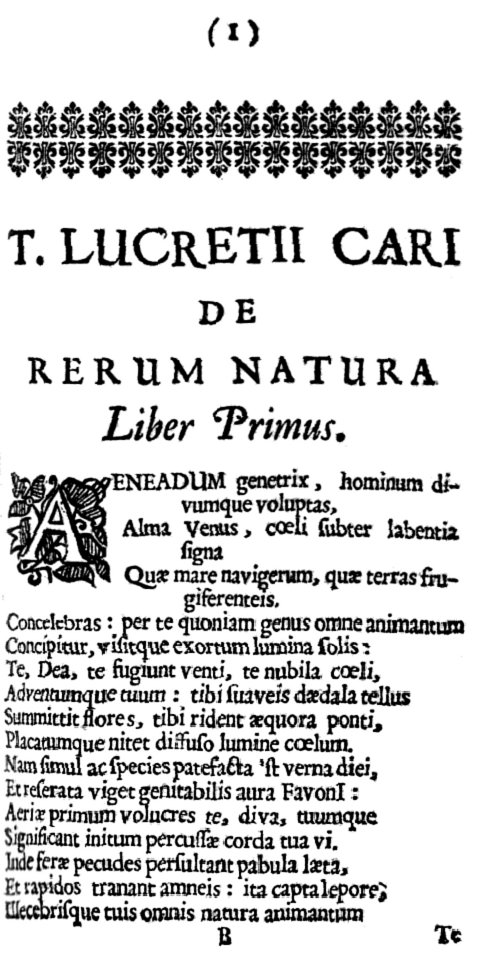
Die erste Seite der Lukrez-Ausgabe von Tanaquil Faber (1675)